# Mr. & Mrs. Smith (TV-serie)
Mr. & Mrs. Smith är en amerikansk kriminalkomediserie från 2024. Serien är skapad av Donald Glover och Francesca Sloane och den är baserad på filmen med samma namn från 2005. Den är regisserad av Christian Sprenger, med Glover och Maya Erskine i huvudrollerna.
Serien hade premiär på streamingtjänsten Prime Video den 2 februari 2024 och består av åtta avsnitt.

## Handling
Serien kretsar kring det gifta paret John och Jane Smith och deras liv som agenter för en hemlig organisation.

## Rollista (i urval)
- Donald Glover – John Smith
- Maya Erskine – Jane Smith
- Parker Posey
- Wagner Moura
- Michaela Coel
- John Turturro
- Paul Dano